# Selenogyrus austini
Selenogyrus austini é uma espécie de aranha pertencente à família Theraphosidae (tarântulas).

## Distribuição
Esta espécie é endêmica para Serra Leoa.